# Самотрака
Самотрака или Самотраки (грч.  „тракијски Самос“, турски. „Семадирек“) је брдовито и водом богато грчко острво у сјеверном Егејском мору. Острво је смјештено сјевероисточно од острва Лимнос, а удаљено је око 40 km од тракијске обале. Самотрака географски припада региону Тракија, али политички је под управом (префектуре) Еврос, која је у саставу управне области (периферије) Источное Македоније и Тракије. Самотрака је дуга 17 и широка око 10 километара са површином од 178 km². По попису из 2003. на острву живи око 2.000 сталних становника.
Главно насеље на острву је такође Самотрака (локално Хора), која, иако припада префектури Еврос, представља самоуправну јединицу. Мања насеља на острву су: Камаритиса (Kamariotissa) са главном острвском луком, Ксиропотамос (Xiropótamos), Лутра (Loutra) (знана и као Терма (Therma)), Профитис Илијас (Profitis Ilias), Лакома (Lakoma), Кариотес (Kariótes), Алонија (Alónia) и Ано Мерија (Ano Meriá).
Главне гране индустрије на острву су туризам и рибарство.
По Хомеру, са Фенгарије (грч.  - Мјесец) (1.611 m), највишег врха Самотраке, бог мора Посејдон је посматрао битку за Троју. Са тог врха се поглед пружа све до Мале Азије.
Туристи и планинари се на врх пењу у организованим дневним излетима. Успон почиње у Терми, на нивоу мора, а завршава се на висини од 1.611 .

## Историја
Самотрака је, као и Троја, смјештена на некада значајном бродарском и трговачком пункту. Стална морска струја протиче из Дарданела Егеј, па су у тој луци једрењаци чекали повољан вјетар да би упловили у Црно море. Тако су били лак плијен пирата.
Према Херодоту, Самотраку су населили још Пелазги, док неки извори тврде да је острво населило трачанско племе Кабирои прошавши кроз Дарданос. По трачанским племенима острво је и добило име. Острво су колонизовали и Аркађани и Тројанци. Поуздан историјски податак је да је племе Елијераца са Лезбоса око 700. п. н. е. колонизовало Самотраку и на њој основало свој полис (град-државу).
По грчком миту, Аргонаути су пловили поред Самотраке на своме путовању према Кавказу у потрази за Златним руном.
У бици код Саламиса (480. п. н. е., у трећој фази Грчко-персијског рата) становници Самотракија ратовали су на страни Персијанаца. Потом су били савезници побједоносне Атине у Делском савезу, али под обавезом плаћања пореза. Били су у савезу све до Пелопонеског рата у коме је Спарта поразила Атину.
Након што је Александар Македонски освојио Персијско царство, Самотраки је постао значајно светилиште Диоскура (заштитника помораца). Светилиште је било богато уређено захваљујући доприносу Лагида. Острво је тада такође попримило улогу значајног трговачког мјеста (упореди Делос). Са крајем династије Антигонида, Самотраки је пао под власт Римљана. У првом вијеку прије Христа, након завршетка Маријевог грађанског рата, морски пљачкаши су опљачкали један веома богат округ храма у коме су се налазили посветни дарови.
Након пропасти Римског царства острво је припало Византији, потом Венезији и Ђенови. 1457. године острво су освојили Турци и све до почетка 20. вијека над њиме је управљао Вилајет Џезаир. Током Балканских ратова (1912) Самотраки је припао Грчкој.
Крајем 1950.-их година, многи Самотрачани су отишли у Њемачку као Гастарбајтери у фирму Мерцедес, тако да је данас још увијек у појединостима примјетан швапски утицај на острву.

## Археологија
Самотраки је иначе постао познато острво захваљујући изграђеном мистичном култу и мистичном светилишту „Великих Богова“ трачанских племена Кабираца (Kabeiroi), који су у старо вријеме изазивали једнако поштовање као и елузинијски култ. На острву је био изграђен читав комплекс храмова и светилишта, који су били поштовани и у хеленистичкој, као и у прехеленистичкој култури. У „Светилишту великих Богова“ (Светилиште Кабира), поред Кабираца самих, поштована је божанство мајка Аксирос, као господарица природе, божанства подземног свијета, Аксирсос и Аксирса, као и бог вегетације Кадмилос. Идуће познате личности су приступиле култу који је био изграђен на овом острву: Краљ Спарте Лисандар, Филип II Македонски, Корнелије Пизон, таст Јулија Цезара.
Стари град Самотраке лежао је на сјеверној обали острва. Одатле па према унутрашњости острва на југ, у типичном мјесту које је служило за скривање од морских пљачкаша, лежало је касније главно мјесто острва, Кастро. Ископине на којима је радио Александер Конце пред крај 19. вијека приказују у подручју старог града, на овом острву, остатке дорског мраморног храма и једне кружне грађевине из 3. вијека п. н. е. Поред ових, откривен је још значајан број осталих импресивних грађевина из овог старог времена.
Најзначајнији налази откривени су 1863. године, када је француски археолог Шарл Шампу?? Charles Champoiseau открио статуу Нике од Самотраке, високу 2,5 m која датира из времена 190. п. н. е.. Статуа је била ископана у комадима, а данас се налази у Паризу, у Лувру, једно стопало се налази у Бечу а оригинални отисак статуе се налази у главној згради Техничког универзитета у Берлину.
Ника од Самотраке, богиња побједе, касније се често користила као узор за стварање статуа Нике и римске Викторије (на примјер - Стубови побједе и Бранденбуршка капија у Берлину).
У предјелу „Светилишта Кабираца“ између осталих објеката од значаја за археологију, пронађени су идући: Анакторон (Anaktoron), Арсиноион (Arsinoeion), Теменос (Temenos), Нови Храм, Хала посветних дарова, Птолемејев пропилон (славолук), Стоа (Stoa), као и позориште и значајна некропола.
Сви објекти и налази из ископина положени су и налазе се у музеју „Палеополис“ који је саграђен близу светилишта. Поред ваза, записа и скулптура, у музеју се налази и имитација статуе Нике од Самотраке.

## Општине
- Алонија
- Ано Кариотес
- Дафнес
- Исомата
- Камариотиза
- Кастели
- Като Кариотес
- Керасија
- Коитада
- Лакома
- Макрилис
- Мнимата
- Палеополи
- Перасмата
- Профитис Илиас
- Ремпуцадика
- Самотраки/Самотраки
- Терма
- Ксиропотамос

## Природа
Острвска површина у његовом централном дијелу је претежно сачињена од вулканских стијена, гранита, базалта, док је у обално и приобално подручје сачињено од шљунка, морских наноса и млађих вулканских стијена, као и пепела.
Највиши врх острва је врх Фенгари (мјесечев врх), који је раније називан Саоке. Врх има висину од 1.611 .
Јужна страна острва садржи углавном стјеновите ланце висине до 800 m, па стога није повезана путевима, нити постоји могућност саобраћања према овој области.
У сјеверном дијелу налазе се од 800 m висине углавном медунчеве шуме (Quercus pubescens). На југу шуме су углавном обрасле церовином (Quercus cerris).
На сјеверу острва, које је богато текућим потоцима, постоје и шуме оријенталних платана (Platanus orientalis). Многи примјери из ових шума су стари по неколико вијекова, а доста их се развило у специфичне и себи својствене форме.
Наводно, у југоисточном региону острва, још су видљиви остаци такозване „Прастаре козје куће“.

## Додатно
Мјесто Самотраки посједује школе, културно удружење, гимназију, банке, поштански уред, плаже и неколико скверова. (гр. plateia).

## Становништво
| Година | Становништво | Промјена  | Становништво цијелог острва | Промјена  | Густина |
| ------ | ------------ | --------- | --------------------------- | --------- | ------- |
| 1981.  | -            | -         | 2,871                       | -         | 16.13/  |
| 1991.  | 719          | 995/27,9% | 3,083                       | 112/3,90% | 17.32/km²  |